# St Catharine’s College (Cambridge)

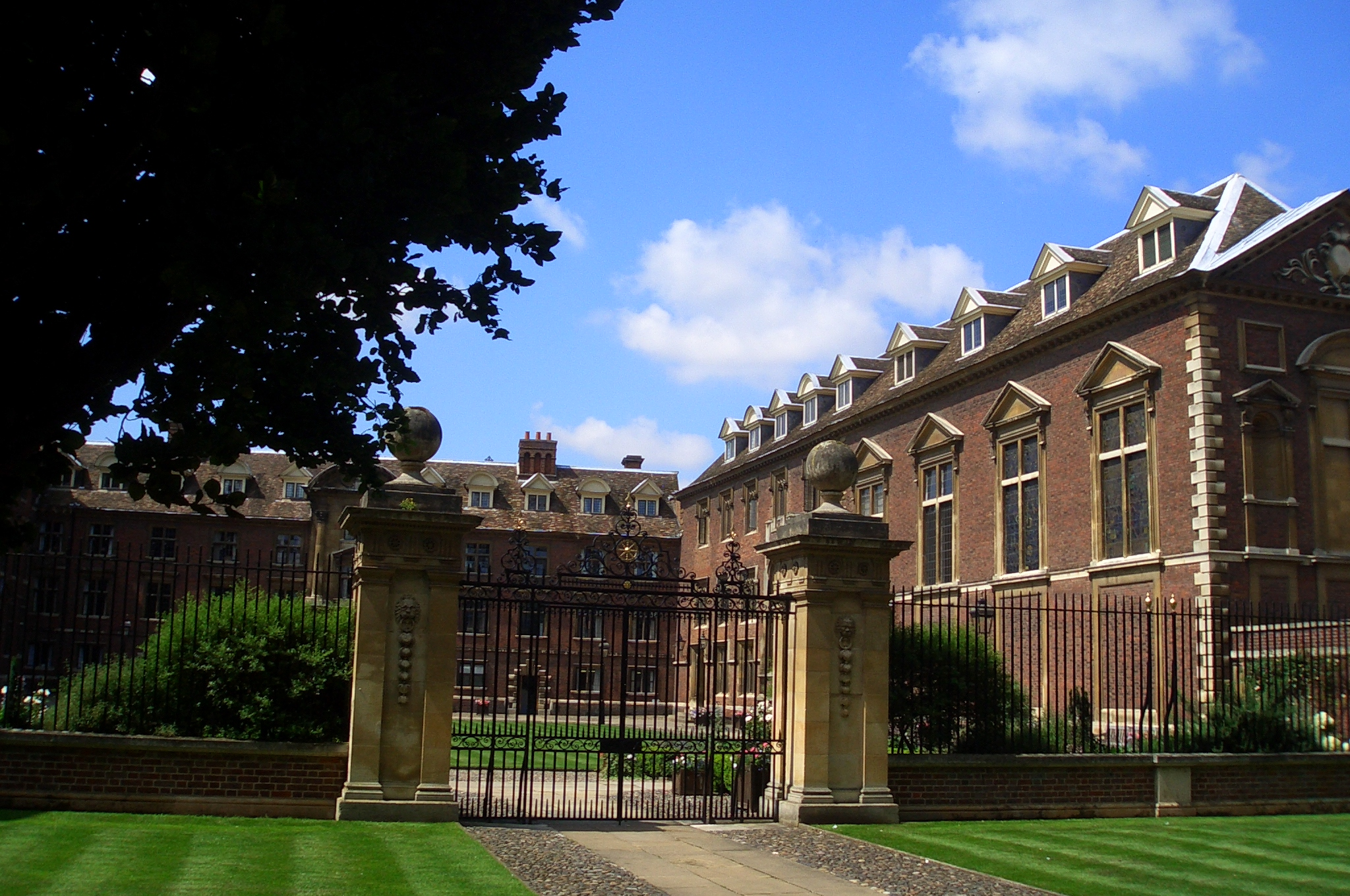
St.Catharine’s College

Das St Catharine’s College ist ein College der Universität Cambridge, England. Es wurde im Jahr 1473 gegründet. Das College hat einen für Cambridge überdurchschnittlichen Anteil von Studenten aus staatlichen Schulen; dies ist jedoch nur eine knappe Mehrheit der Studenten des College. Dem College-Ranking des nur für Cambridge designierten Tompkins Table nach belegt St Catharine’s College über Jahre konstant einen herausragenden Platz im oberen Drittel von insgesamt 29 im Ranking investigierten Colleges.
In den Jahren 2003 und 2004 waren 3 von 8 Ruderern im Boat Race Studenten des St Catharine’s College.

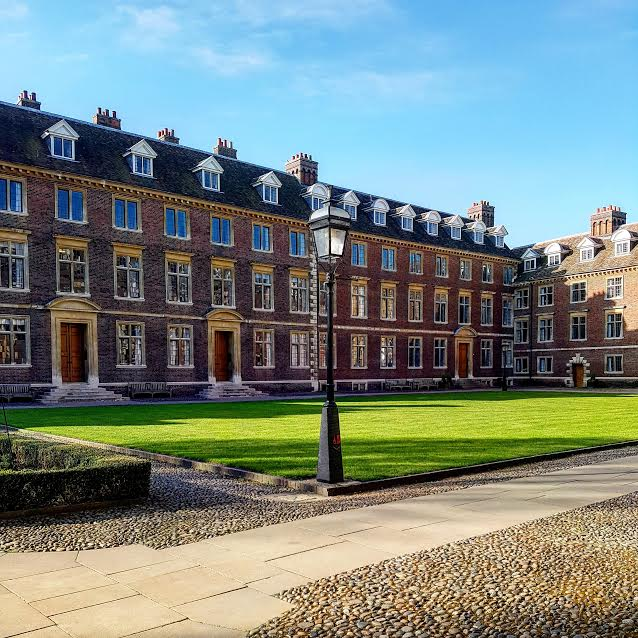
Haupthof des St Catharine’s Colleges

## Zahlen zu den Studierenden
Im Dezember 2022 waren 789 Studierende am St Catharine’s College eingeschrieben. Davon strebten 493 (62,5 %) ihren ersten Studienabschluss an, sie waren also undergraduates. 296 (37,5 %) arbeiteten auf einen weiteren Abschluss hin, sie waren postgraduates. 2020 waren es 785 Studierende gewesen, davon 295 im weiterführenden Studium, 2021 insgesamt 821.

## Alumni
- Fakhruddin Ali Ahmed (1905–1977), fünfter Präsident Indiens
- Ben Miller (* 1966), britischer Schauspieler, Komiker und Drehbuchautor
- Noel Currer-Briggs (1919–2004), Kryptoanalytiker und Genealoge
- Tunku Abdul Rahman (1903–1990), erster Premierminister Malaysias
- Sir Ian McKellen (* 1939), Schauspieler
- Terence Young (1915–1994), britischer Regisseur